# شش‌ضلعی زمستانی

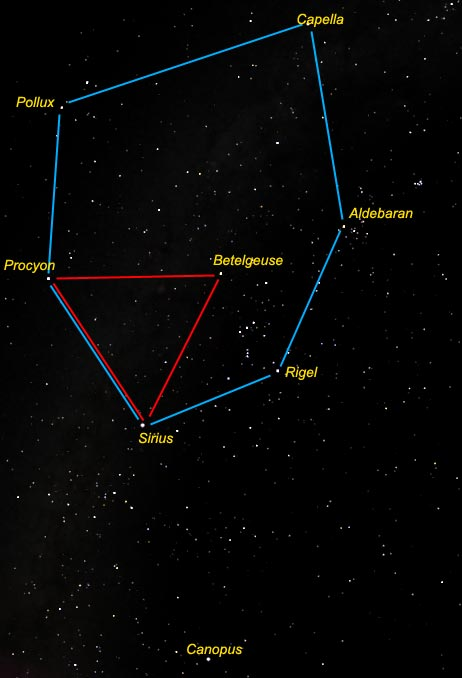

شش‌ضلعی زمستانی یکی از صورتواره‌های درخشان شب‌های زمستان است که از شش ستارهٔ معروف و درخشان پای شکارچی (رجل الجبار)، که پرنورترین ستاره صورت فلکی شکارچی (جبار) است ستارهٔ شباهنگ که پرنورترین ستاره صورت فلکی سگ بزرگ (کلب اکبر) می‌باشد و ستاره شعرای شامی که در صورت فلکی سگ کوچک (کلب اصغر) جای گرفته است و ستارهٔ پرنور پولوکس در صورت فلکی جوزا، سروش از صورت فلکی ارابه‌ران و ستاره نارنجی رنگ دبران از صورت فلکی گاو (ثور) که فاصله میان آنها مساوی است این شش‌ضلعی زمستانی را تشکیل می‌دهند.
شش‌ضلعی زمستانی مثلث زمستانی را در دل خود جا دارد.

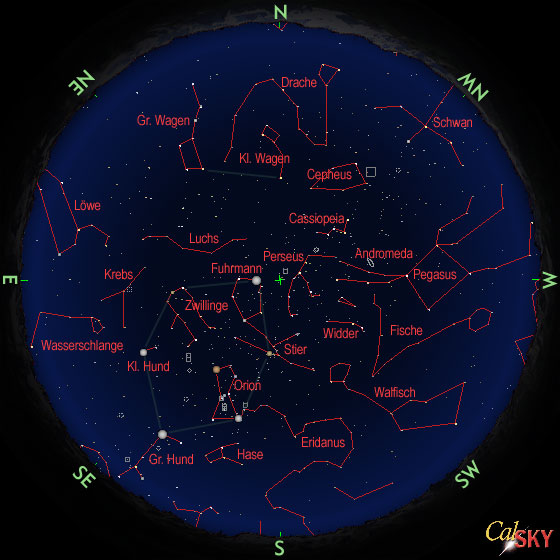
شش ضلعی زمستانی در میان نقشه ستارگان.

## ستاره‌های مثلث زمستانی
| نام        | صورت فلکی | قدر ظاهری | فروزندگی (× خورشید) | رده‌بندی ستارگان | فاصله (سال نوری) |
| ---------- | --------- | --------- | ------------------- | --------------- | ---------------- |
| پای شکارچی | شکارچی    | ۰٫۱۲      | -                   | -               | -                |
| شباهنگ     | سگ بزرگ   | ۱٫۴۵-     | -                   | -               |                  |
| شعرای شامی | سگ کوچک   | ۰٫۳۸      | -                   | -               | -                |
| بتاجوزا    | جوزا      | ۱٫۱۵      | -                   | -               | -                |
| عیوق       | ارابه‌ران  | ۰٫۰۸      | -                   | -               |                  |
| دبران      | گاو (ثور) | ۰٫۸۵      | -                   | -               | -                |